# Gypona vexana
Gypona vexana är en insektsart som beskrevs av Delong 1942. Gypona vexana ingår i släktet Gypona och familjen dvärgstritar. Inga underarter finns listade i Catalogue of Life.